# Police (Basse-Silésie)
Pour les articles homonymes, voir Police.
Police est une localité polonaise de la gmina de Krośnice, située dans le powiat de Milicz en voïvodie de Basse-Silésie.